# Syllepte pernitescens
Syllepte pernitescens là một loài bướm đêm trong họ Crambidae.